# Эффект Унру
Эффект Унру, или излучение Унру, — предсказываемый квантовой теорией поля эффект наблюдения теплового излучения в ускоряющейся системе отсчёта при отсутствии этого излучения в инерциальной системе отсчёта. Другими словами, ускоряющийся наблюдатель увидит фон излучения вокруг себя, даже если не ускоряющийся наблюдатель не видит ничего. Основное квантовое состояние (физический вакуум) в инерциальной системе кажется состоянием с ненулевой температурой в ускоряющейся системе отсчёта.
Эффект был предсказан теоретически в 1976 году Уильямом Унру из Университета Британской Колумбии.
Унру показал, что понятие о вакууме зависит от того, как наблюдатель движется сквозь пространство-время. Если вокруг неподвижного наблюдателя находится только вакуум, то ускоряющийся наблюдатель увидит вокруг себя много частиц, находящихся в термодинамическом равновесии, то есть тёплый газ. Эффект Унру контринтуитивен, он требует изменения понимания понятия вакуума, позволяя говорить о вакууме только относительно какого-то объекта.
Экспериментальное подтверждение и само существование эффекта Унру спорно: в научной литературе продолжается дискуссия на этот счёт. Многие исследователи полагают, что эффект Унру не подтверждён экспериментально, но, вероятно, такой эксперимент возможен. Другие считают, что в стандартной постановке задачи эффект в принципе не является наблюдаемым либо сама постановка задачи содержит ошибочные предпосылки.

## Объяснение
По современным определениям, понятие вакуум — не то же самое, что и пустое пространство, так как всё пространство заполнено квантованными полями (иногда говорят о виртуальных частицах). Вакуум — это самое простое, низшее по энергии из возможных состояний. Энергетические уровни любого квантованного поля зависят от гамильтониана, который, в свою очередь, в общем случае зависит от координат, импульсов и времени. Поэтому гамильтониан, а значит и понятие вакуума, зависит от системы отсчёта. В пространстве Минковского из-за его высокой симметрии для всех инерциальных систем отсчёта вакуум — одно и то же состояние. Но это перестаёт быть верным уже для неинерциальных систем в пространстве Минковского, а тем более для практически произвольно искривлённых пространств общей теории относительности.
Как известно, количество частиц является собственным значением оператора, зависящего от операторов рождения и уничтожения.
Перед тем, как определить операторы рождения и уничтожения, нам нужно разложить свободное поле на положительные и отрицательные частотные компоненты. А это можно сделать только в пространствах с времениподобным вектором Киллинга (хотя бы асимптотическим). Разложение будет разным в галилеевых и риндлеровских координатах, несмотря на то что операторы рождения и уничтожения в них связаны преобразованием Боголюбова. Именно поэтому количество частиц зависит от системы отсчёта.

## Эффект Унру и общая теория относительности
Эффект Унру позволяет дать грубое объяснение излучения Хокинга, но не может считаться полным его аналогом. При равноускоренном движении позади ускоряющегося тела тоже возникает горизонт событий, но разница в граничных условиях задач даёт различные решения для этих эффектов. В частности, подход, основанный на расчёте ограниченных интегралов по путям, даёт следующую картину для эффекта Унру: «тепловая атмосфера» ускоренного наблюдателя состоит из виртуальных частиц, но если такая виртуальная частица поглощается ускоренным наблюдателем, то соответствующая античастица становится реальной и доступна для детектирования инерциальным наблюдателем. В этом случае ускоренный наблюдатель теряет часть своей энергии. В случае эффекта Хокинга для чёрной дыры, сформировавшейся в результате гравитационного коллапса, картина другая: появляющиеся в результате эффекта частицы «тепловой атмосферы» являются реальными. Эти частицы, уходящие на бесконечность, могут наблюдаться и поглощаться удалённым наблюдателем, однако независимо от их поглощения эти частицы уносят массу (энергию) чёрной дыры.

## Численное значение
Температура наблюдаемого излучения Унру выражается той же формулой, что и температура излучения Хокинга, но зависит не от поверхностной гравитации, а от ускорения системы отсчёта a.
{\displaystyle T={\frac {\hbar a}{2\pi kc}}\approx 4{,}055\cdot 10^{-21}\;\mathrm {K} \cdot {\frac {a}{1\;\mathrm {m/s^{2}} }}.}
Так, температура вакуума в системе отсчёта частицы, двигающейся со стандартным земным ускорением свободного падения 9,81 м/с², равна 4×10−20 К. Для экспериментальной проверки эффекта Унру планируется достичь ускорения частиц 1026 м/с², что соответствует температурам около 400 000 K. Есть предложения, как с помощью фазы Берри можно экспериментально проверить эффект на гораздо меньших ускорениях, до 1017 м/с².
При помощи кольцевых ускорителей электронов можно экспериментально проследить влияние ускорения электронов на их движение в направлении, перпендикулярном ускорению и таким образом экспериментально обнаружить эффект Унру.
Эффект Унру также влечёт за собой изменение скорости распада ускоренных частиц по отношению к частицам, движущимся по инерции. Некоторые стабильные частицы (такие, как протон) приобретают конечное время распада. В частности, протон может распасться по каналу p → n+e++νe, запрещённому законом сохранения энергии для покоящегося или равномерно движущегося протона. При достижимых на Земле ускорениях этот эффект чрезвычайно слаб (для протона в LHC с ускорением 1021 м/с2 время жизни {\displaystyle \sim 10^{3\times 10^{8}}} лет), однако в некоторых астрофизических условиях это время может значительно уменьшиться. Например, ускорение протона с энергией 1,6×105 ГэВ, попавшего в магнитное поле пульсара с B = 1014 Гс, составляет 5×1031 м/с2, а «лабораторное» время жизни уменьшается до ~0,1 секунды.
В 2020 году сформировано предложение об экспериментальной проверке эффекта в конденсате Бозе — Эйнштейна.